# Guerre Creek
Cet article concerne la guerre creek de 1812 pendant la guerre anglo-américaine. Pour soulèvement Creek d'Alabama, voir Guerre Creek de 1836.
Guerre de 1812
Batailles
Guerre Creek :
- Burnt Corn
- Fort Mims
- Bashi Skirmish (en)
- Tallushatchee
- Talladega
- Canoe Fight (en)
- Autossee
- Holy Ground
- Calebee Creek
- Emuckfaw et Enotachopo Creek (en)
- Horseshoe Bend

La guerre Creek, également connue sous l'appellation de guerre des Red Sticks ou de guerre civile creek, est un conflit qui se déroula de 1813 à 1814 qui à son origine opposait les Creeks des villes basses aux Creeks des villes hautes (ou Red Sticks).

## Déroulement du conflit
Le conflit débuta comme une guerre civile au sein de la nation amérindienne Creek. À un moment, les États-Unis prennent parti en faveur d'un camp et s'engagent militairement lors de la bataille de Burnt Corn dans l'actuel Sud de l'Alabama. La guerre prend fin avec la victoire des forces américaine menées par Andrew Jackson composées de milices de différents États, ainsi que de Creeks des villes basses et de Cherokees lors de la bataille de Horseshoe Bend. Cela conduisit au traité de Fort Jackson en août 1814 dans lequel les Creeks cèdent au gouvernement fédéral des États-Unis la moitié de leur possession territoriale soit près de 89 000 km2 (22 millions d'acres) de terres. Ce conflit est considéré par certains historiens comme faisant partie intégrante de la guerre anglo-américaine de 1812, en raison des tensions tribales au sein du peuple Creek qui furent exacerbées par la guerre de 1812 et par la participation du général Andrew Jackson.

## Batailles de la guerre creek
- Burnt Corn : 27 juillet 1813
- Fort Mims : 30 août 1813
- Tallushatchee : 3 novembre 1813
- Talladega : 9 novembre 1813
- Emuckfaw et Enotachopo Creek : janvier 1814
- Horseshoe Bend : 27 mars 1814